# Flugmechanik
Die Flugmechanik zählt zu den Ingenieurwissenschaften und beschreibt das Verhalten von Körpern, die sich in der Atmosphäre mit Hilfe der Aerodynamik bewegen, den Flugzeugen. Im Gegensatz zur Aerodynamik beschreibt die Flugmechanik nicht die physikalischen Abläufe an einzelnen Flugzeugkomponenten, sondern das Verhalten des Gesamtsystems, des Flugzeugs.
Die Grundaufgabe der Flugmechanik besteht darin, Position, Fluglage und Fluggeschwindigkeit eines Flugkörpers zu einem beliebigen Zeitpunkt zu berechnen. Das geschieht mit Hilfe von Bewegungsgleichungen (equations of motion), die aus einem System von gekoppelten Differentialgleichungen bestehen. Das Flugzeug wird in der Regel als Starrkörper behandelt.

## Studium
Flugmechanik ist ein Teilbereich der Ingenieur-Studiengänge Luft- und Raumfahrttechnik und Flugzeugbau.

## Grundlagen

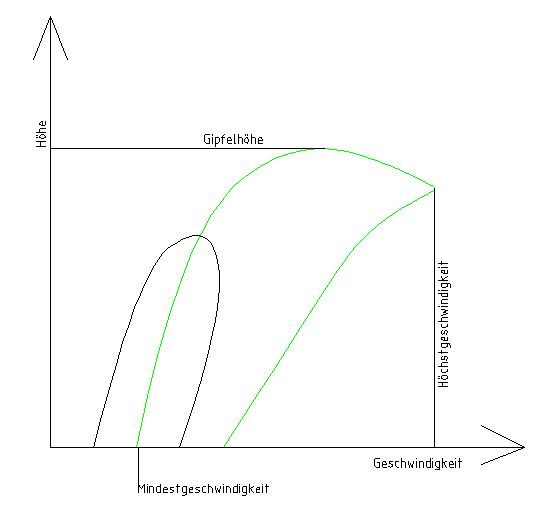
Zwei Flugenveloppen im Höhen-Geschwindigkeitsdiagramm. Grün zeigt ein Überschallflugzeug, schwarz ein Unterschallflugzeug

Die theoretische Basis für die Flugmechanik bildet die Aerodynamik. Mit ihrer Hilfe trifft die Flugmechanik Aussagen, welche Flugeigenschaften ein Flugzeug besitzt und welche Flugleistungen es erbringen kann. Wesentliche Einflussgrößen sind der von den Tragflächen erzeugte dynamischer Auftrieb, der Luftwiderstand, die im Schwerpunkt angreifende Gewichtskraft und die vom Antrieb erzeugte Schubkraft. Außerdem beeinflussen von Steuerflächen erzeugte Kräfte und die Aeroelastizität der Tragflächen die Bewegungen des Flugzeugs. Da das Flugzeug von der Luft nicht in einer von außen vorgegebenen Lage gehalten wird, ist es häufig sinnvoll, entgegengesetzte Kräfte zu Drehmomenten zusammenzufassen. Die Masse und die Trägheitsmomente des Flugzeugs um seine Hauptträgheitsachsen bestimmen, wie schnell sich ein Ungleichgewicht der Kräfte oder ein Drehmoment auf die Bewegung und Orientierung des Flugzeugs auswirken.
Da die zu lösenden Gleichungssysteme in der Regel sehr komplex sind, ist man auf leistungsstarke Rechner zur numerischen Lösung dieser angewiesen. Zur Abschätzung einzelner Eigenschaften eines Flugzeugs ist es aber üblich, die Gleichungen zu vereinfachen und so Teilprobleme zu lösen. Üblich ist beispielsweise eine Aufteilung der Bewegung des Flugzeugs in die reine Längsbewegung, bei der das Flugzeug nur um die Querachse rotiert (Definition der Querachse) und die Seitenbewegung, bei der eine Rotation um Längs- und Gierachse stattfindet.
Zusätzlich unterscheidet man zwischen instationären und stationären Vorgängen. Bei instationären Vorgängen handelt es sich vorwiegend um die unmittelbare Reaktion des Flugzeugs auf Steuereingaben oder Störungen des Flugzustands, etwa durch Windscherung. Als stationären Flugzustand bezeichnet man einen Zustand, der sich einstellt, wenn alle Kräfte über einen längeren Zeitraum konstant bleiben. Ein einfaches Beispiel für einen stationären Flugzustand ist der unbeschleunigte horizontale Geradeausflug, bei dem das Flugzeug sich mit gleichbleibender Geschwindigkeit und Höhe in eine Richtung fortbewegt. Aber auch ein Kurvenflug mit konstantem Radius und Hängewinkel kann ein stationärer Flugzustand sein.
Solche stationären Flugzustände stellen sich in der Realität häufig erst nach langen Einschwingzeiten ein. Das Flugzeug pendelt zwischen verschiedenen Flugzuständen, bis es schließlich in einem stationären Flugzustand verbleibt. Anhand der Berechnung solcher Vorgänge können Aussagen über die statische Stabilität eines Flugzeugs getroffen werden.
Die stationären Flugzustände bestimmen im Wesentlichen auch die Flugleistungen des Flugzeugs. Dabei handelt es sich um die Möglichkeiten des Flugzeugs hinsichtlich Maximal- und Minimalgeschwindigkeit, Gipfelhöhe, Start- und Landestrecke, maximaler Abflugmasse und anderem. Teilaspekte der Flugleistungen werden in Flugenveloppen zusammengefasst. Das sind graphische Darstellungen der Grenzen, innerhalb derer sich ein Flugzeug bewegen kann.

## Teilgebiete
Die Flugmechanik liefert Grundlagen für eine Vielzahl von Teilgebieten auf dem Gebiet der Luft- und Raumfahrt:
Flugleistung:
Typische Fragestellungen sind hier z. B. Mindestgeschwindigkeiten, Reichweite, maximale Flugdauer, Schubüberschuss, Beschleunigungsvermögen, Start- und Landestrecke u. v. m.
Flugregelung und Flugführung:
Man unterscheidet hier zwischen Flugführung durch einen Menschen sowie automatischer Flugführung. Unter automatischer Flugführung versteht man den Autopiloten, aber auch Systeme zur Erhöhung der Stabilität sowie Fly-by-Wire-Systeme.
Flugsimulation:
In der Flugsimulation werden die Bewegungsgleichungen dazu benutzt, Flugzeugbewegungen zu simulieren, oft schon bevor das zugehörige Flugzeug gebaut wurde. So lassen sich auf Basis der flugmechanischen Berechnungen die Flugeigenschaften einer Konstruktion im Voraus beurteilen.